# Cementerio de Charonne
El cementerio de Charonne, en el corazón del   Barrio de Charonne en el XX Distrito de París, es uno de los dos últimos cementerios parisinos con el del  Calvaire adosado a una iglesia parroquial.
En torno a 650 tumbas se reparten en 41 áreas de superficie.

## Historia
Rodeando a la iglesia de Saint-Germain-de-Charonne, el cementerio es tan antiguo como la iglesia .
El pequeño cementerio ha escapado el Decreto de 12 de junio de 1804 que prohíbe los enterramientos dentro de los muros de las ciudades y pueblos.

## Tumbas célebres

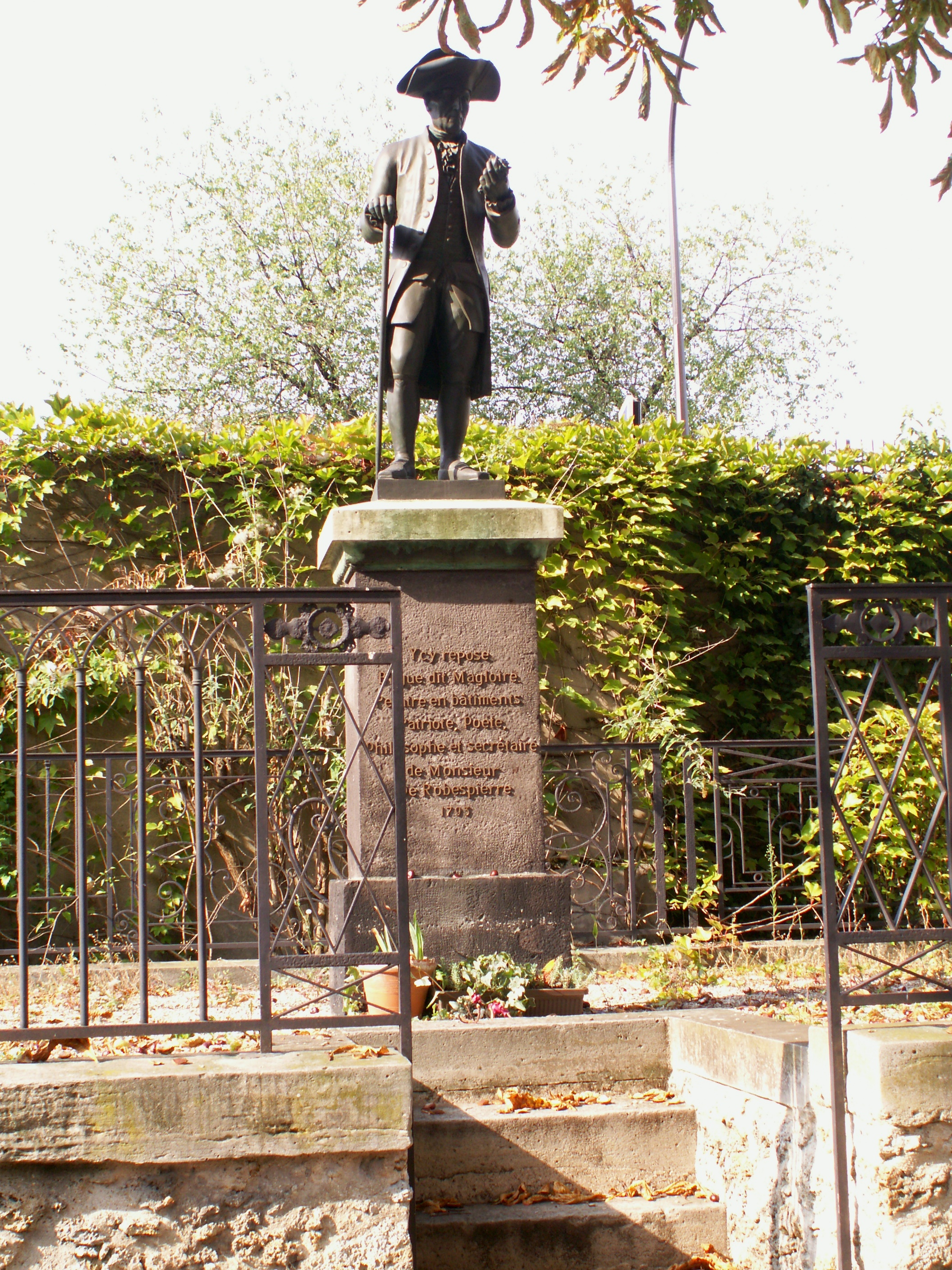
Tumba de Bègue Magloire, secretario de Robespierre. Escultura de bronce.

- Bègue Magloire, secretario de Robespierre, tumba de 1833[1]
- Josette Malraux, nacida Clotis (8 de abril de 1910 - 11 de noviembre de 1944), compañera de André Malraux, el novelista falleció atropellado por un tren.
- Gauthier Malraux (5 de noviembre de 1940 - 23 de mayo de 1961) y Vincent Malraux (11 de marzo de 1943 - 23 de mayo de 1961), hijos de André Malraux, y de Josette Clotis, muertos juntos en un accidente de coche.
- Robert Brasillach (1909-1945), periodista colaboracionista fusilado tras la Liberación.
- Maurice Bardèche (1907-1998), escritor y polemista francés (revisionista).
- El actor Pierre Blanchar (1892-1963).
- El novelista Gérard Bauër (1888-1967).